# Koło
Koło es una ciudad situada en el centro de Polonia, en la región Gran Polonia, a las orillas del río Warta, a unos 110 metros sobre el nivel del mar. Su población en 2009 se estimaba en 22 965 habitantes.